# 費爾德科特山
費爾德科特山（英語：Mount Feldkotter）是南極洲的山峰，位於伊利沙伯女皇地，處於甘巴科塔峰以南7公里，屬於彭薩科拉山脈中尼普頓山脈的一部分，海拔高度1,510米，美國地質調查局根據測量和美國海軍拍攝的空中照片繪入地圖，現時由南極條約體系管理。